# IC 2426
IC 2426 је спирална галаксија у сазвјежђу Хидра која се налази на листи објеката дубоког неба у Индекс каталогу.
Деклинација објекта је + 2° 55' 34" а ректасцензија 8h 58m 30,4s. Привидна величина (магнитуда) објекта IC 2426 износи 14,7 а фотографска магнитуда 15,5. IC 2426 је још познат и под ознакама MCG 1-23-14, CGCG 33-33, NPM1G +03.0193, PGC 25208.